# Llista de topònims de Santa Coloma de Cervelló
Llista de topònims (noms propis de lloc) del municipi de Santa Coloma de Cervelló, al Baix Llobregat
Informació actualitzada per un bot. Els canvis manuals es perdran quan s'actualitzi!

## arbre singular
| imatge | Nom                            | Ubicat a                 | instància de   | Detalls      | coordenades                                                                                             | Protecció | Commons (més fotos) | Dades a WD                    |
| ------ | ------------------------------ | ------------------------ | -------------- | ------------ | --- | --------- | ------------------- | ----------------------------- |
|        | Pi Tallat                      | Santa Coloma de Cervelló | arbre singular | 19th century | 41° 22′ 04″ N, 2° 01′ 04″ E / 41.36769°N,2.01766°E ca:Plaça del Pi Tallat                               |           |                     | Modifica les dades a Wikidata |
|        | roure del Parc de Can Lluc     | Santa Coloma de Cervelló | arbre singular | 19th century | 41° 22′ 10″ N, 2° 01′ 03″ E / 41.36937°N,2.01737°E ca:Parc urbà de Can Lluc                             |           |                     | Modifica les dades a Wikidata |
|        | roure del Torrent de Can Ribot | Santa Coloma de Cervelló | arbre singular |              | 41° 21′ 42″ N, 2° 00′ 19″ E / 41.36162°N,2.00529°E ca:Rere la finca de l'avinguda Comte de Berenguer, 8 |           |                     | Modifica les dades a Wikidata |

## carrer
| imatge | Nom                             | Ubicat a                               | instància de              | Detalls                                     | coordenades | Protecció                                  | Commons (més fotos)                 | Dades a WD                    |
| ------ | ------------------------------- | -------------------------------------- | ------------------------- | ------------------------------------------- | --- | ------------------------------------------ | ----------------------------------- | ----------------------------- |
|        | Conjunt del carrer Barrau       | Colònia Güell Santa Coloma de Cervelló | carrer conjunt d'edificis | Estil: arquitectura modernista 19th century | 41° 21′ 40″ N, 2° 01′ 38″ E / 41.361111111111°N,2.0272222222222°E 41° 21′ 43″ N, 2° 01′ 41″ E / 41.36183°N,2.0281°E ca:Carrer Barrau | bé integrant del patrimoni cultural català | Carrer Barrau (Colònia Güell)       | Modifica les dades a Wikidata |
|        | Conjunt del carrer Claudi Güell | Colònia Güell                          | carrer                    | Estil: arquitectura modernista 1920         | 41° 21′ 45″ N, 2° 01′ 38″ E / 41.362633°N,2.027344°E ca:Carrer Claudi Güell                                                          | bé integrant del patrimoni cultural català | Carrer Claudi Güell (Colònia Güell) | Modifica les dades a Wikidata |
|        | Conjunt del carrer Reixach      | Colònia Güell                          | carrer                    | Estil: arquitectura modernista              | 41° 21′ 46″ N, 2° 01′ 41″ E / 41.362694°N,2.028019°E ca:Carrer Reixach, 1-5                                                          | bé integrant del patrimoni cultural català | Carrer Reixach (Colònia Güell)      | Modifica les dades a Wikidata |

## casa
| imatge | Nom                                              | Ubicat a                               | instància de | Detalls                                                                                | coordenades                                                                                        | Protecció                                  | Commons (més fotos)                    | Dades a WD                    |
| ------ | ------------------------------------------------ | -------------------------------------- | ------------ | -------------------------------------------------------------------------------------- | -------------------------------------------------------------------------------------------------- | ------------------------------------------ | -------------------------------------- | ----------------------------- |
|        | Ca l'Elvira                                      | Colònia Güell                          | casa         | Estil: arquitectura modernista 20th century                                            | 41° 21′ 44″ N, 2° 01′ 41″ E / 41.362206°N,2.027965°E ca:Plaça Anselm Clavé, 2                      | bé integrant del patrimoni cultural català | Ca l'Elvira (Santa Coloma de Cervelló) | Modifica les dades a Wikidata |
|        | Ca l'Espinal                                     | Santa Coloma de Cervelló Colònia Güell | casa         | Arquitecte: Joan Rubió i Bellver Estil: modernisme català arquitectura modernista 1900 | 41° 21′ 39″ N, 2° 01′ 38″ E / 41.360737°N,2.027197°E ca:Colònia Güell: Monturiol, 11 30 msnm       | bé integrant del patrimoni cultural català | Ca l'Espinal                           | Modifica les dades a Wikidata |
|        | Can Carletes                                     | Santa Coloma de Cervelló               | casa         | Estil: arquitectura popular 20th century                                               | 41° 22′ 13″ N, 2° 00′ 50″ E / 41.37028°N,2.01387°E ca:Carrer Sant Jordi, 25 (Parc de Can Carletes) |                                            |                                        | Modifica les dades a Wikidata |
|        | Casa del Mestre de la Colònia Güell              | Colònia Güell                          | casa         | Arquitecte: Francesc Berenguer i Mestres Estil: arquitectura modernista 1910s          | 41° 21′ 38″ N, 2° 01′ 34″ E / 41.36052°N,2.026111°E ca:Colònia Güell: Barrau, 27                   | bé integrant del patrimoni cultural català | Escola de la Colònia Güell             | Modifica les dades a Wikidata |
|        | Casa del Metge                                   | Colònia Güell                          | casa         | Estil: modernisme català 1910                                                          | 41° 21′ 39″ N, 2° 01′ 38″ E / 41.360834°N,2.027358°E ca:Colònia Güell: Malvehy, 16                 |                                            | Casa del Metge (Colònia Güell)         | Modifica les dades a Wikidata |
|        | Conjunt del carrer Malvehy, 15-19                | Colònia Güell                          | casa         | Estil: arquitectura modernista 20th century                                            | 41° 21′ 39″ N, 2° 01′ 40″ E / 41.360951°N,2.027755°E ca:Carrer Malvehy, 15-19                      | bé integrant del patrimoni cultural català | Carrer Malvehy, 15-19 (Colònia Güell)  | Modifica les dades a Wikidata |
|        | Conjunt del carrer Malvehy, 3-13                 | Colònia Güell                          | casa         | Estil: arquitectura modernista                                                         | 41° 21′ 39″ N, 2° 01′ 40″ E / 41.360951°N,2.027755°E ca:Carrer Malvehy, 3-13                       | bé integrant del patrimoni cultural català | Carrer Malvehy, 3-13 (Colònia Güell)   | Modifica les dades a Wikidata |
|        | casa de naixement de Joaquim Folguera            | Santa Coloma de Cervelló               | casa         | 19th century                                                                           | 41° 21′ 38″ N, 2° 01′ 39″ E / 41.36045°N,2.02761°E ca:Carrer Monturiol, 13                         |                                            |                                        | Modifica les dades a Wikidata |
|        | habitatge al carrer Reixach, 7                   | Colònia Güell                          | casa         | Estil: arquitectura modernista                                                         | 41° 21′ 46″ N, 2° 01′ 41″ E / 41.362721°N,2.027961°E ca:Carrer Reixach, 7                          | bé integrant del patrimoni cultural català | Habitatge al carrer Reixach, 7         | Modifica les dades a Wikidata |
|        | habitatge de la Plaça Anselm Clavé-Carrer Reixac | Santa Coloma de Cervelló               | casa         | 19th century                                                                           | 41° 21′ 46″ N, 2° 01′ 42″ E / 41.36266°N,2.02829°E ca:Carrer Pin i Soler, 1                        |                                            |                                        | Modifica les dades a Wikidata |

## conjunt d'edificis
| imatge | Nom                       | Ubicat a                               | instància de                    | Detalls                                     | coordenades                                                                                    | Protecció                                  | Commons (més fotos)                         | Dades a WD                    |
| ------ | ------------------------- | -------------------------------------- | ------------------------------- | ------------------------------------------- | ---------------------------------------------------------------------------------------------- | ------------------------------------------ | ------------------------------------------- | ----------------------------- |
|        | Conjunt del carrer Aranyó | Colònia Güell Santa Coloma de Cervelló | conjunt d'edificis conjunt urbà | Estil: arquitectura modernista 19th century | 41° 21′ 43″ N, 2° 01′ 39″ E / 41.362°N,2.02751°E ca:Colònia Güell: Aranyó                      | bé integrant del patrimoni cultural català | Carrer Aranyó (Colònia Güell)               | Modifica les dades a Wikidata |
|        | Filatura i Tint Vell      | Santa Coloma de Cervelló               | conjunt d'edificis              | Arquitecte: Òscar Tusquets Blanca 2000s     | 41° 21′ 44″ N, 2° 01′ 53″ E / 41.36231°N,2.03131°E ca:Carrer A. Edifici Filatura-Colonia Güell |                                            |                                             | Modifica les dades a Wikidata |
|        | la fàbrica                | Santa Coloma de Cervelló               | conjunt d'edificis              | 1890                                        | 41° 21′ 44″ N, 2° 01′ 54″ E / 41.36229°N,2.03156°E ca:Avinguda de Ferran Alsina, s/n           |                                            |                                             | Modifica les dades a Wikidata |
|        | obres d'Antoni Gaudí      | Barcelona Colònia Güell                | conjunt d'edificis              | Creador: Antoni Gaudí i Cornet              | 41° 24′ N, 2° 09′ E / 41.4°N,2.15°E 41° 21′ 50″ N, 2° 01′ 40″ E / 41.363828°N,2.027819°E       | Patrimoni de la Humanitat                  | Works of Antoni Gaudí (World Heritage Site) | Modifica les dades a Wikidata |

## creu de terme
| imatge | Nom                         | Ubicat a                 | instància de                          | Detalls | coordenades | Protecció | Commons (més fotos) | Dades a WD                    |
| ------ | --------------------------- | ------------------------ | ------------------------------------- | ------- | --- | --------- | ------------------- | ----------------------------- |
|        | creu de Can Salgado         | Santa Coloma de Cervelló | creu de terme                         |         | 41° 21′ 38″ N, 2° 00′ 53″ E / 41.36044°N,2.01476°E ca:Camí de Can Salgado                                          |           |                     | Modifica les dades a Wikidata |
|        | creu de la Missió           | Santa Coloma de Cervelló | creu de terme creu de la Santa Missió | 1917    | 41° 21′ 53″ N, 2° 01′ 41″ E / 41.36472°N,2.02812°E ca:A l'entrada de la Colònia Güell, just davant de la rectoria. |           |                     | Modifica les dades a Wikidata |
|        | creu del Puig de Can Cartró | Santa Coloma de Cervelló | creu de terme                         | 1956    | 41° 21′ 22″ N, 1° 59′ 11″ E / 41.35615°N,1.98652°E ca:Puig de Can Cartró                                           |           |                     | Modifica les dades a Wikidata |

## edifici
| imatge | Nom                                                              | Ubicat a                 | instància de                | Detalls                                                                                           | coordenades | Protecció                                  | Commons (més fotos)             | Dades a WD                    |
| ------ | ---------------------------------------------------------------- | ------------------------ | --------------------------- | ------------------------------------------------------------------------------------------------- | --- | ------------------------------------------ | ------------------------------- | ----------------------------- |
|        | Ajuntament Vell                                                  | Santa Coloma de Cervelló | edifici                     | 1855                                                                                              | 41° 22′ 01″ N, 2° 00′ 55″ E / 41.36701°N,2.01537°E ca:Plaça de la Constitució, 1                                                                                   |                                            |                                 | Modifica les dades a Wikidata |
|        | Antic Convent de Monges                                          | Colònia Güell            | edifici                     | Estil: modernisme català 19th century                                                             | 41° 21′ 44″ N, 2° 01′ 39″ E / 41.362147°N,2.027546°E ca:Carrer de Claudi Güell, 1. Al xamfrà entre aquest carrer i el carrer Aranyó                                |                                            |                                 | Modifica les dades a Wikidata |
|        | Ateneu Unió                                                      | Colònia Güell            | edifici                     | 19th century                                                                                      | 41° 21′ 41″ N, 2° 01′ 39″ E / 41.361277°N,2.027482°E ca:Plaça de Joan Güell, 6                                                                                     |                                            | Ateneu Unió (Colònia Güell)     | Modifica les dades a Wikidata |
|        | Casal de Cesalpina                                               | Santa Coloma de Cervelló | edifici                     | 2001                                                                                              | 41° 21′ 33″ N, 2° 00′ 17″ E / 41.3591°N,2.00481°E ca:Plaça de Benet Barcelona s/n                                                                                  |                                            |                                 | Modifica les dades a Wikidata |
|        | Centre Cívic Can Baruta                                          | Santa Coloma de Cervelló | edifici                     | 2013                                                                                              | 41° 22′ 00″ N, 2° 00′ 55″ E / 41.36663°N,2.0154°E ca:Carrer de Lluís Pascual Roca, 2                                                                               |                                            |                                 | Modifica les dades a Wikidata |
|        | Centre Cívic Sant Roc                                            | Santa Coloma de Cervelló | edifici                     | 2013                                                                                              | 41° 22′ 43″ N, 2° 00′ 49″ E / 41.37867°N,2.01354°E ca:Avinguda de les Flors, 1 Bis                                                                                 |                                            |                                 | Modifica les dades a Wikidata |
|        | Cooperativa de la Colònia Güell                                  | Colònia Güell            | edifici                     | Arquitecte: Francesc Berenguer i Mestres Joan Rubió i Bellver Estil: arquitectura modernista 1900 | 41° 21′ 46″ N, 2° 01′ 39″ E / 41.362745°N,2.027427°E ca:Claudi Güell, 6                                                                                            | bé integrant del patrimoni cultural català | Cooperativa de la Colònia Güell | Modifica les dades a Wikidata |
|        | Edifici Biblioteca Joaquim Folguera i Centre Cultural Sant Lluís | Colònia Güell            | edifici                     | Arquitecte: Francesc Berenguer i Bellvehí Estil: modernisme català 1915                           | 41° 21′ 43″ N, 2° 01′ 38″ E / 41.361905°N,2.0272080555555556°E ca:Colònia Güell: Aranyó, 14                                                                        | bé integrant del patrimoni cultural català | Biblioteca Joaquim Folguera     | Modifica les dades a Wikidata |
|        | Escola de la Colònia Güell                                       | Santa Coloma de Cervelló | edifici                     | Arquitecte: Francesc Berenguer i Mestres Estil: arquitectura modernista 1910s                     | 41° 21′ 37″ N, 2° 01′ 34″ E / 41.360403°N,2.026229°E ca:Carrer Barrau, 27-48                                                                                       | bé integrant del patrimoni cultural català | Escola de la Colònia Güell      | Modifica les dades a Wikidata |
|        | Jutjat                                                           | Colònia Güell            | edifici                     | Estil: noucentisme                                                                                | 41° 21′ 44″ N, 2° 01′ 40″ E / 41.36232°N,2.027817°E ca:Plaça d'Anselm Clavé, Carrer Aranyó 6-8                                                                     | bé integrant del patrimoni cultural català | Jutjat (Colònia Güell)          | Modifica les dades a Wikidata |
|        | Rectoria                                                         | Santa Coloma de Cervelló | edifici edifici residencial |                                                                                                   | 41° 21′ 59″ N, 2° 00′ 54″ E / 41.36637°N,2.01507°E 41° 21′ 59″ N, 2° 00′ 54″ E / 41.366355895996094°N,2.0150771141052246°E ca:Carrer de l'Església, 15 ca:Església |                                            |                                 | Modifica les dades a Wikidata |
|        | Residencial Colònia Güell                                        | Colònia Güell            | edifici                     |                                                                                                   | 41° 21′ 53″ N, 2° 01′ 43″ E / 41.364784°N,2.028512°E |                                            |                                 | Modifica les dades a Wikidata |
|        | Societat Recreativa                                              | Santa Coloma de Cervelló | edifici                     | 1967                                                                                              | 41° 22′ 06″ N, 2° 01′ 03″ E / 41.3682°N,2.0174°E ca:Plaça del Pi Tallat, 1                                                                                         |                                            |                                 | Modifica les dades a Wikidata |
|        | Teatre Fontova                                                   | Colònia Güell            | edifici                     | Estil: arquitectura modernista 1892                                                               | 41° 21′ 40″ N, 2° 01′ 40″ E / 41.361223°N,2.027656°E ca:Plaça de Joan Güell, 6                                                                                     | bé integrant del patrimoni cultural català | Teatre Fontova (Colònia Güell)  | Modifica les dades a Wikidata |
|        | el Capritx                                                       | Colònia Güell            | edifici                     |                                                                                                   | 41° 21′ 47″ N, 2° 01′ 40″ E / 41.363089°N,2.027761°E |                                            | El Capritx                      | Modifica les dades a Wikidata |
|        | la Fonda                                                         | Colònia Güell            | edifici                     | Estil: modernisme català 19th century                                                             | 41° 21′ 47″ N, 2° 01′ 55″ E / 41.3629647074674°N,2.03182709054248°E ca:Colònia Güell: Av. Ferran Alsina, 1                                                         |                                            |                                 | Modifica les dades a Wikidata |

## entitat singular de població
| imatge | Nom                      | Ubicat a                 | instància de                                                                   | Detalls                                                       | coordenades                                                                                   | Protecció                                            | Commons (més fotos) | Dades a WD                    |
| ------ | ------------------------ | ------------------------ | ------------------------------------------------------------------------------ | ------------------------------------------------------------- | --------------------------------------------------------------------------------------------- | ---------------------------------------------------- | ------------------- | ----------------------------- |
|        | Colònia Güell            | Santa Coloma de Cervelló | entitat singular de població colònia industrial                                | Estil: arquitectura modernista 1890 768 hab Superfície: 160ha | 41° 21′ 42″ N, 2° 01′ 47″ E / 41.36166°N,2.0296°E ca:Colònia Güell: Av. Ferran Alsina 21 msnm | bé d'interès cultural bé cultural d'interès nacional | Colònia Güell       | Modifica les dades a Wikidata |
|        | Santa Coloma de Cervelló | Santa Coloma de Cervelló | entitat singular de població capital municipal ens local històric de Catalunya | 7566 hab                                                      | 41° 22′ 02″ N, 2° 00′ 51″ E / 41.36736°N,2.01426°E 72 msnm                                    |                                                      |                     | Modifica les dades a Wikidata |

## església
| imatge | Nom                                             | Ubicat a                 | instància de     | Detalls                      | coordenades | Protecció                                  | Commons (més fotos)                  | Dades a WD                    |
| ------ | ----------------------------------------------- | ------------------------ | ---------------- | ---------------------------- | --- | ------------------------------------------ | ------------------------------------ | ----------------------------- |
|        | Sant Antoni                                     | Santa Coloma de Cervelló | església capella |                              | 41° 22′ 12″ N, 2° 00′ 10″ E / 41.3699307808071°N,2.00267960549769°E ca:Cim del Montpedrós, recinte del Castellnou de Cervelló |                                            |                                      | Modifica les dades a Wikidata |
|        | església parroquial de Santa Coloma de Cervelló | Santa Coloma de Cervelló | església         | Estil: arquitectura romànica | 41° 22′ 00″ N, 2° 00′ 54″ E / 41.366554°N,2.014875°E ca:Església                                                              | bé integrant del patrimoni cultural català | Església de Santa Coloma de Cervelló | Modifica les dades a Wikidata |

## estació de ferrocarril
| imatge | Nom                                 | Ubicat a                 | instància de           | Detalls | coordenades                                                       | Protecció | Commons (més fotos)                    | Dades a WD                    |
| ------ | ----------------------------------- | ------------------------ | ---------------------- | ------- | ----------------------------------------------------------------- | --------- | -------------------------------------- | ----------------------------- |
|        | Estació de Colònia Güell            | Santa Coloma de Cervelló | estació de ferrocarril |         | 41° 21′ 52″ N, 2° 01′ 53″ E / 41.364433333333°N,2.0313027777778°E |           | Colònia Güell train station            | Modifica les dades a Wikidata |
|        | Estació de Santa Coloma de Cervelló | Santa Coloma de Cervelló | estació de ferrocarril |         | 41° 22′ 12″ N, 2° 01′ 26″ E / 41.370113888889°N,2.0238027777778°E |           | Santa Coloma de Cervelló train station | Modifica les dades a Wikidata |

## indret
| imatge | Nom                            | Ubicat a                 | instància de | Detalls | coordenades                                                                     | Protecció | Commons (més fotos) | Dades a WD                    |
| ------ | ------------------------------ | ------------------------ | ------------ | ------- | ------------------------------------------------------------------------------- | --------- | ------------------- | ----------------------------- |
|        | bosc de Joaquim Folguera       | Colònia Güell            | indret       |         | 41° 21′ 50″ N, 2° 01′ 43″ E / 41.363826°N,2.028721°E                            |           |                     | Modifica les dades a Wikidata |
|        | paratge de la font de l'Artiga | Santa Coloma de Cervelló | indret       |         | 41° 22′ 12″ N, 2° 00′ 34″ E / 41.36996°N,2.00949°E ca:A la falda del Montpedrós |           |                     | Modifica les dades a Wikidata |

## masia
| imatge | Nom                      | Ubicat a                 | instància de  | Detalls                                  | coordenades | Protecció                                  | Commons (més fotos)                    | Dades a WD                    |
| ------ | ------------------------ | ------------------------ | ------------- | ---------------------------------------- | --- | ------------------------------------------ | -------------------------------------- | ----------------------------- |
|        | Ca n'Isbert              | Santa Coloma de Cervelló | masia         |                                          | 41° 22′ 06″ N, 2° 01′ 32″ E / 41.368442°N,2.02559°E ca:Av. Baix Llobregat, 121 26 msnm                                                   |                                            | Ca n'Isbert                            | Modifica les dades a Wikidata |
|        | Can Cartró               | Santa Coloma de Cervelló | masia         |                                          | 41° 21′ 38″ N, 1° 59′ 57″ E / 41.3605239877835°N,1.99922462646125°E ca:Disseminat de Can Cartró 263 msnm                                 |                                            |                                        | Modifica les dades a Wikidata |
|        | Can Colomer              | Santa Coloma de Cervelló | masia         | 17th century                             | 41° 22′ 30″ N, 2° 01′ 15″ E / 41.374991°N,2.020746°E ca:Camí de Can Colomer, 1 27 msnm                                                   |                                            | Can Colomer (Santa Coloma de Cervelló) | Modifica les dades a Wikidata |
|        | Can Julià de la Muntanya | Santa Coloma de Cervelló | masia         | 18th century                             | 41° 21′ 51″ N, 2° 01′ 30″ E / 41.3643032627398°N,2.02500414538686°E ca:Can Julià, 9 39 msnm                                              |                                            | Can Julià de la Muntanya               | Modifica les dades a Wikidata |
|        | Can Mallol               | Santa Coloma de Cervelló | masia         |                                          | 41° 22′ 31″ N, 2° 00′ 39″ E / 41.375274°N,2.010748°E ca:Disseminat de Can Mallol 75 msnm                                                 |                                            |                                        | Modifica les dades a Wikidata |
|        | Can Monner               | Santa Coloma de Cervelló | masia         | 16th century                             | 41° 22′ 22″ N, 2° 00′ 45″ E / 41.3727437334501°N,2.01238223036302°E ca:Disseminat de Can Monner                                          |                                            |                                        | Modifica les dades a Wikidata |
|        | Can Ramon                | Santa Coloma de Cervelló | masia         | 14th century                             | 41° 22′ 00″ N, 2° 00′ 52″ E / 41.36671447753906°N,2.014338970184326°E 41° 22′ 00″ N, 2° 00′ 52″ E / 41.36671°N,2.01435°E ca:Sant Roc, 12 |                                            |                                        | Modifica les dades a Wikidata |
|        | Can Ribot                | Santa Coloma de Cervelló | masia         | 18th century                             | 41° 21′ 36″ N, 2° 00′ 16″ E / 41.3599470374524°N,2.00436234711345°E ca:Av. Comte Ramón Berenguer, 138. Urbanització Cesalpina            |                                            |                                        | Modifica les dades a Wikidata |
|        | Can Roc                  | Santa Coloma de Cervelló | masia edifici | Estil: arquitectura popular 18th century | 41° 22′ 08″ N, 2° 00′ 56″ E / 41.369°N,2.01555°E ca:Plaça de la Constitució, 4                                                           | bé cultural d'interès local                |                                        | Modifica les dades a Wikidata |
|        | Can Salgado              | Santa Coloma de Cervelló | masia         |                                          | 41° 21′ 31″ N, 2° 00′ 48″ E / 41.3584747581594°N,2.0133033422327°E                                                                       |                                            |                                        | Modifica les dades a Wikidata |
|        | Can Soler de la Torre    | Colònia Güell            | masia         | Estil: arquitectura popular 17th century | 41° 21′ 42″ N, 2° 01′ 47″ E / 41.361645°N,2.029641°E ca:Plaça de la Masia                                                                | bé integrant del patrimoni cultural català | Mas Güell                              | Modifica les dades a Wikidata |
|        | Can Via                  | Santa Coloma de Cervelló | masia         |                                          | 41° 21′ 50″ N, 2° 00′ 39″ E / 41.3638589555683°N,2.01093838023936°E ca:Av. Cirerers, 6. Urbanització Can Via                             |                                            |                                        | Modifica les dades a Wikidata |

## mina
| imatge | Nom                                      | Ubicat a                 | instància de | Detalls | coordenades                                                                                            | Protecció | Commons (més fotos) | Dades a WD                    |
| ------ | ---------------------------------------- | ------------------------ | ------------ | ------- | --- | --------- | ------------------- | ----------------------------- |
|        | Mina d'aigua de Can Julià de la Muntanya | Santa Coloma de Cervelló | mina         |         | 41° 21′ 54″ N, 2° 01′ 26″ E / 41.3649°N,2.02381°E ca:Camí de la Torre Salbana, Carrer de Sant Julià, 9 |           |                     | Modifica les dades a Wikidata |
|        | Mina d'aigua de Can Ribot                | Santa Coloma de Cervelló | mina         |         | 41° 21′ 32″ N, 2° 00′ 03″ E / 41.35881°N,2.00081°E ca:Rere la Finca del C/ Llobregat, 26               |           |                     | Modifica les dades a Wikidata |

## monument
| imatge | Nom                     | Ubicat a                 | instància de              | Detalls                                                                                        | coordenades                                                                              | Protecció                                  | Commons (més fotos)                     | Dades a WD                    |
| ------ | ----------------------- | ------------------------ | ------------------------- | ---------------------------------------------------------------------------------------------- | ---------------------------------------------------------------------------------------- | ------------------------------------------ | --------------------------------------- | ----------------------------- |
|        | Monument a Antoni Gaudí | Santa Coloma de Cervelló | monument                  | 1970                                                                                           | 41° 21′ 48″ N, 2° 01′ 39″ E / 41.36328°N,2.02758°E ca:Zona enjardinada al Carrer Reixach |                                            |                                         | Modifica les dades a Wikidata |
|        | Monument a Eusebi Güell | Colònia Güell            | monument obra escultòrica | Creador: Miquel Oslé i Sáenz de Medrano Llucià Oslé i Sáenz de Medrano Estil: noucentisme 1935 | 41° 21′ 41″ N, 2° 01′ 39″ E / 41.361514°N,2.027608°E ca:Plaça Joan Güell                 | bé integrant del patrimoni cultural català | Monument a Eusebi Güell (Colònia Güell) | Modifica les dades a Wikidata |

## nucli de població
| imatge | Nom               | Ubicat a                 | instància de                                                        | Detalls  | coordenades                                                                  | Protecció | Commons (més fotos)                | Dades a WD                    |
| ------ | ----------------- | ------------------------ | ------------------------------------------------------------------- | -------- | ---------------------------------------------------------------------------- | --------- | ---------------------------------- | ----------------------------- |
|        | Barri Colomer     | Santa Coloma de Cervelló | nucli de població nucli d'entitat singular de població              | 29 hab   | 41° 22′ 25″ N, 2° 00′ 49″ E / 41.373583648398°N,2.0135477066544°E 22 msnm    |           |                                    | Modifica les dades a Wikidata |
|        | Can Lluc          | Santa Coloma de Cervelló | nucli de població nucli d'entitat singular de població              | 462 hab  | 41° 22′ 18″ N, 2° 01′ 06″ E / 41.371533°N,2.01825°E 365 msnm                 |           |                                    | Modifica les dades a Wikidata |
|        | Can Tarrida       | Santa Coloma de Cervelló | nucli de població                                                   |          | 41° 22′ 30″ N, 2° 00′ 22″ E / 41.375004201587°N,2.0060580255469°E            |           |                                    | Modifica les dades a Wikidata |
|        | Can Via           | Santa Coloma de Cervelló | nucli de població nucli d'entitat singular de població              | 655 hab  | 41° 21′ 46″ N, 2° 00′ 41″ E / 41.362755648173°N,2.011320095507°E 134 msnm    |           | Can Via (Santa Coloma de Cervelló) | Modifica les dades a Wikidata |
|        | Cesalpina         | Santa Coloma de Cervelló | nucli de població nucli d'entitat singular de població urbanització | 1133 hab | 41° 21′ 50″ N, 1° 59′ 50″ E / 41.3639295193478°N,1.99723554726339°E 193 msnm |           | Cesalpina                          | Modifica les dades a Wikidata |
|        | Pla de les Vinyes | Santa Coloma de Cervelló | nucli de població                                                   |          | 41° 22′ 14″ N, 2° 00′ 49″ E / 41.3704933007897°N,2.01360004851375°E          |           |                                    | Modifica les dades a Wikidata |

## rellotge de sol
| imatge | Nom                                 | Ubicat a                 | instància de    | Detalls                                  | coordenades                                                                                                   | Protecció | Commons (més fotos) | Dades a WD                    |
| ------ | ----------------------------------- | ------------------------ | --------------- | ---------------------------------------- | --- | --------- | ------------------- | ----------------------------- |
|        | Rellotge de Sol Can Julià II        | Santa Coloma de Cervelló | rellotge de sol |                                          | 41° 21′ 52″ N, 2° 01′ 31″ E / 41.3645°N,2.02516°E ca:Carrer de Sant Julià, 9, Masia Can Julià de la Muntanya  |           |                     | Modifica les dades a Wikidata |
|        | Rellotge de Sol de Can Ramon        | Santa Coloma de Cervelló | rellotge de sol |                                          | 41° 22′ 00″ N, 2° 00′ 52″ E / 41.36667°N,2.0144°E ca:Carrer de Sant Roc, 12                                   |           |                     | Modifica les dades a Wikidata |
|        | Rellotge de Sol de Can Soler I      | Santa Coloma de Cervelló | rellotge de sol |                                          | 41° 21′ 42″ N, 2° 01′ 47″ E / 41.36158°N,2.02962°E ca:Plaça de la Masia, 1                                    |           |                     | Modifica les dades a Wikidata |
|        | Rellotge de Sol de Can Soler II     | Santa Coloma de Cervelló | rellotge de sol |                                          | 41° 21′ 42″ N, 2° 01′ 47″ E / 41.36164°N,2.02975°E ca:8894301DF1789F0001YG                                    |           |                     | Modifica les dades a Wikidata |
|        | Rellotge de Sol de la Torre Forés   | Santa Coloma de Cervelló | rellotge de sol | Estil: arquitectura popular 20th century | 41° 21′ 30″ N, 2° 00′ 48″ E / 41.35837°N,2.0132°E ca:Camí de Can Salgado, s/n                                 |           |                     | Modifica les dades a Wikidata |
|        | Rellotge de Sol de la Torre Salbana | Santa Coloma de Cervelló | rellotge de sol | 19th century                             | 41° 21′ 57″ N, 2° 01′ 43″ E / 41.36577°N,2.02871°E ca:Camí de la Torre Salbana, a tocar de la Colònia Güell   |           |                     | Modifica les dades a Wikidata |
|        | Rellotge de sol de Can Colomer      | Santa Coloma de Cervelló | rellotge de sol | 1955                                     | 41° 22′ 30″ N, 2° 01′ 14″ E / 41.37492°N,2.02062°E ca:Camí de Can Colomer, 1                                  |           |                     | Modifica les dades a Wikidata |
|        | Rellotge de sol de Can Julià I      | Santa Coloma de Cervelló | rellotge de sol |                                          | 41° 21′ 20″ N, 2° 01′ 31″ E / 41.35552°N,2.02537°E ca:Carrer de Sant Julià, 9, Masia Can Julià de la Muntanya |           |                     | Modifica les dades a Wikidata |

## xemeneia de fàbrica
| imatge | Nom                              | Ubicat a                 | instància de        | Detalls | coordenades | Protecció | Commons (més fotos) | Dades a WD                    |
| ------ | -------------------------------- | ------------------------ | ------------------- | ------- | --- | --------- | ------------------- | ----------------------------- |
|        | xemeneia de la Colònia Güell     | Santa Coloma de Cervelló | xemeneia de fàbrica |         | 41° 21′ 43″ N, 2° 01′ 51″ E / 41.361896979129526°N,2.030705809593201°E recinte industrial de la Colònia Güell                                     |           |                     | Modifica les dades a Wikidata |
|        | xemeneia de la Fàbrica de Cartró | Santa Coloma de Cervelló | xemeneia de fàbrica | 1921    | 41° 22′ 05″ N, 2° 01′ 38″ E / 41.3681°N,2.02736°E ca:Entre el canal de la dreta del Llobregat i la riera de Ca n'Isbert, en el vial de la BV-2002 |           |                     | Modifica les dades a Wikidata |

## Misc
| imatge | Nom                                                | Ubicat a                                                                                        | instància de                                           | Detalls                                                                                           | coordenades | Protecció                                                                                        | Commons (més fotos)                       | Dades a WD                    |
| ------ | -------------------------------------------------- | ----------------------------------------------------------------------------------------------- | ------------------------------------------------------ | ------------------------------------------------------------------------------------------------- | --- | ------------------------------------------------------------------------------------------------ | ----------------------------------------- | ----------------------------- |
|        | Ca l'Ordal                                         | Colònia Güell                                                                                   | habitatge unifamiliar                                  | Arquitecte: Francesc Berenguer i Mestres Joan Rubió i Bellver Estil: arquitectura modernista 1893 | 41° 21′ 44″ N, 2° 01′ 42″ E / 41.362305°N,2.028352°E ca:Pl. Anselm Clavé, 1, 1A i 1B | bé integrant del patrimoni cultural català                                                       | Ca l'Ordal                                | Modifica les dades a Wikidata |
|        | Camp de Futbol Municipal Eusebi Güell              | Santa Coloma de Cervelló                                                                        | camp de futbol                                         | 1907                                                                                              | 41° 21′ 54″ N, 2° 01′ 34″ E / 41.36513°N,2.02605°E ca:Can Julià, s/n |                                                                                                  |                                           | Modifica les dades a Wikidata |
|        | Casa Parroquial                                    | Colònia Güell                                                                                   | rectoria                                               | Estil: arquitectura modernista                                                                    | 41° 21′ 52″ N, 2° 01′ 41″ E / 41.364428°N,2.028099°E ca:Carrer del Bosc, 5 | bé integrant del patrimoni cultural català                                                       | Casa Parroquial (Colònia Güell)           | Modifica les dades a Wikidata |
|        | Colònia Güell: Cases Andreu Espinal                | Santa Coloma de Cervelló                                                                        | edifici residencial                                    | Estil: modernisme català                                                                          | 41° 21′ 49″ N, 2° 01′ 48″ E / 41.363502502441406°N,2.0299410820007324°E ca:Passatge Espinal, 1-2 / Bosc Joaquim Folguera, 9-11                                                                     |                                                                                                  |                                           | Modifica les dades a Wikidata |
|        | Dipòsit d'aigua del jardí de la torre del director | Santa Coloma de Cervelló                                                                        | torre d'aigua                                          | 1895                                                                                              | 41° 21′ 40″ N, 2° 01′ 46″ E / 41.36099°N,2.02945°E 41° 21′ 40″ N, 2° 01′ 46″ E / 41.361106872558594°N,2.029447078704834°E ca:A la colònia Güell, en concret al camí de Can Ros. ca:Camí de Can Ros |                                                                                                  |                                           | Modifica les dades a Wikidata |
|        | Fites de pedra al carrer Monturiol                 | Colònia Güell                                                                                   | fita                                                   | Estil: arquitectura popular 1900                                                                  | 41° 21′ 37″ N, 2° 01′ 39″ E / 41.360331°N,2.027407°E ca:Carrer Monturiol, cantonada camí de Can Ros                                                                                                | bé integrant del patrimoni cultural català                                                       | Fites de pedra (Santa Coloma de Cervello) | Modifica les dades a Wikidata |
|        | Llobregat                                          | Catalunya província de Barcelona Catalunya Central Àmbit Metropolità de Barcelona               | riu                                                    | Desemboca: mar Mediterrània Llarg: 175km Conca: 4948.3km²                                         | 42° 16′ 57″ N, 2° 00′ 46″ E / 42.282412°N,2.012826°E 41° 18′ 08″ N, 2° 07′ 55″ E / 41.302248°N,2.131948°E                                                                                          |                                                                                                  | Llobregat                                 | Modifica les dades a Wikidata |
|        | Montpedrós                                         | Sant Vicenç dels Horts Santa Coloma de Cervelló Torrelles de Llobregat                          | muntanya                                               |                                                                                                   | 41° 22′ 10″ N, 2° 00′ 10″ E / 41.3694°N,2.00289°E 348 msnm |                                                                                                  | Montpedrós (Santa Coloma de Cervelló)     | Modifica les dades a Wikidata |
|        | Pedra gravada del Montpedrós                       | Santa Coloma de Cervelló                                                                        | element arquitectònic                                  |                                                                                                   | 41° 22′ 13″ N, 2° 00′ 08″ E / 41.37039°N,2.00217°E ca:Al peu del camí que ressegueix la carena del Serrat de la Torrassa.                                                                          |                                                                                                  |                                           | Modifica les dades a Wikidata |
|        | Polígon industrial de Santa Coloma de Cervelló     | Santa Coloma de Cervelló                                                                        | polígon industrial                                     |                                                                                                   | 41° 22′ 23″ N, 2° 01′ 21″ E / 41.3731810466874°N,2.02245609555773°E |                                                                                                  |                                           | Modifica les dades a Wikidata |
|        | Roca dreta                                         | Santa Coloma de Cervelló                                                                        | roca                                                   | 20th century                                                                                      | 41° 22′ 10″ N, 2° 00′ 21″ E / 41.36936°N,2.00579°E ca:Falda del Montpedrós |                                                                                                  |                                           | Modifica les dades a Wikidata |
|        | Safareig de Can Ribot                              | Santa Coloma de Cervelló                                                                        | safareig                                               | 20th century                                                                                      | 41° 21′ 31″ N, 2° 00′ 04″ E / 41.35864°N,2.00111°E ca:Rere la Finca del C/ Avinguda Comte Berenguer, 125                                                                                           |                                                                                                  |                                           | Modifica les dades a Wikidata |
|        | Sant Antoni                                        | Santa Coloma de Cervelló                                                                        | vèrtex geodèsic                                        | Alt: 1.2m                                                                                         | 41° 22′ 11″ N, 2° 00′ 10″ E / 41.369776°N,2.002694°E 356.57 msnm |                                                                                                  |                                           | Modifica les dades a Wikidata |
|        | Sant Roc                                           | Santa Coloma de Cervelló                                                                        | nucli d'entitat singular de població nucli de població | 248 hab                                                                                           | 41° 22′ 43″ N, 2° 00′ 42″ E / 41.37849239°N,2.01164875°E 63 msnm |                                                                                                  |                                           | Modifica les dades a Wikidata |
|        | Sender del Parc dels cirerers                      | Santa Coloma de Cervelló                                                                        |                                                        | 21st century                                                                                      | 41° 22′ 07″ N, 2° 01′ 02″ E / 41.36869°N,2.01718°E ca:Inici a la Plaça de les Vinyes |                                                                                                  |                                           | Modifica les dades a Wikidata |
|        | Torre Salvana                                      | Santa Coloma de Cervelló                                                                        | castell                                                | Estil: historicisme arquitectònic Estat: en perill                                                | 41° 21′ 57″ N, 2° 01′ 44″ E / 41.365917°N,2.028756°E ca:Entrada de la Colònia Güell, prop de la carretera                                                                                          | bé d'interès cultural element de la Llista Vermella del Patrimoni bé cultural d'interès nacional | Torre Salvana                             | Modifica les dades a Wikidata |
|        | antics cellers de la cooperativa                   | Colònia Güell                                                                                   | celler                                                 | Estil: historicisme arquitectònic 1920                                                            | 41° 21′ 45″ N, 2° 01′ 38″ E / 41.36263°N,2.027085°E ca:Carrer de Claudi Güell, 9-15 |                                                                                                  |                                           | Modifica les dades a Wikidata |
|        | barraca de Vinya de Can Cartró                     | Santa Coloma de Cervelló                                                                        | barraca de vinya                                       | 19th century                                                                                      | 41° 21′ 28″ N, 1° 59′ 54″ E / 41.35781°N,1.99842°E ca:Entorn de Can Cartró |                                                                                                  |                                           | Modifica les dades a Wikidata |
|        | camí de Gaudí i banc del Sinofós                   | Santa Coloma de Cervelló                                                                        | camí                                                   | 20th century                                                                                      | 41° 21′ 46″ N, 2° 01′ 51″ E / 41.36288°N,2.03096°E ca:Plaça d'Isidre Grané Castanera |                                                                                                  |                                           | Modifica les dades a Wikidata |
|        | canal de la Dreta del Llobregat                    | Baix Llobregat                                                                                  | canal canal de reg                                     | Desemboca: mar Mediterrània                                                                       | 41° 18′ 25″ N, 2° 06′ 48″ E / 41.30705222914242°N,2.1132159233093266°E |                                                                                                  | Canal de la Dreta del Llobregat           | Modifica les dades a Wikidata |
|        | casa consistorial de Santa Coloma de Cervelló      | Santa Coloma de Cervelló                                                                        | casa consistorial                                      | 1997                                                                                              | 41° 22′ 08″ N, 2° 00′ 59″ E / 41.3689403°N,2.0162818°E ca:Carrer de Pau Casals, 26-34. |                                                                                                  |                                           | Modifica les dades a Wikidata |
|        | cementiri de Santa Coloma de Cervelló              | Santa Coloma de Cervelló                                                                        | cementiri                                              | 1893                                                                                              | 41° 22′ 09″ N, 2° 01′ 17″ E / 41.369043°N,2.021302°E ca:Camí del Bosc del Cementiri |                                                                                                  |                                           | Modifica les dades a Wikidata |
|        | creu de Can Cartró                                 | Santa Coloma de Cervelló Sant Boi de Llobregat Sant Climent de Llobregat Torrelles de Llobregat | creu monumental                                        |                                                                                                   | 41° 21′ 23″ N, 1° 59′ 54″ E / 41.356333°N,1.998394°E |                                                                                                  |                                           | Modifica les dades a Wikidata |
|        | cripta de la Colònia Güell                         | Colònia Güell                                                                                   | cripta església                                        | Arquitecte: Antoni Gaudí i Cornet Estil: arquitectura modernista 1914 Superfície: 0.22 0.32ha     | 41° 21′ 50″ N, 2° 01′ 40″ E / 41.363797°N,2.027847°E | bé d'interès cultural lloc component de Patrimoni de la Humanitat bé cultural d'interès nacional | Cripta de la Colònia Güell                | Modifica les dades a Wikidata |
|        | font del Murri                                     | Santa Coloma de Cervelló                                                                        | font                                                   | 1927                                                                                              | 41° 21′ 41″ N, 2° 00′ 30″ E / 41.36146°N,2.00826°E ca:Plaça de la Font del Murri |                                                                                                  |                                           | Modifica les dades a Wikidata |
|        | placa i arbre de les Dones                         | Santa Coloma de Cervelló                                                                        | mobiliari urbà placa commemorativa                     | 2011                                                                                              | 41° 22′ 07″ N, 2° 00′ 57″ E / 41.36863°N,2.01594°E ca:Plaça de l'Ajuntament |                                                                                                  |                                           | Modifica les dades a Wikidata |
|        | refugi antiaeri rere la Biblioteca                 | Santa Coloma de Cervelló                                                                        | refugi antiaeri                                        | Estil: arquitectura popular 1938                                                                  | 41° 21′ 43″ N, 2° 01′ 37″ E / 41.36192°N,2.02688°E ca:part de darrere del Carrer Aranyó |                                                                                                  |                                           | Modifica les dades a Wikidata |
|        | riera de Can Julià                                 | Santa Coloma de Cervelló                                                                        | curs d'aigua                                           | Desemboca: Llobregat                                                                              | 41° 22′ 11″ N, 2° 02′ 05″ E / 41.369816165710624°N,2.03473448753357°E |                                                                                                  |                                           | Modifica les dades a Wikidata |
|        | serrat de la Torrassa                              | Santa Coloma de Cervelló Sant Vicenç dels Horts Torrelles de Llobregat                          | serra                                                  |                                                                                                   | 41° 22′ 17″ N, 2° 00′ 01″ E / 41.3714°N,2.00036°E 351.8 msnm |                                                                                                  |                                           | Modifica les dades a Wikidata |
|        | viaducte de Santa Coloma de Cervelló               | Sant Joan Despí Santa Coloma de Cervelló                                                        | viaducte d'una línia ferroviària d'alta velocitat      | Travessa: Llobregat Hi passa: LAV Madrid - Saragossa - Barcelona - Frontera Francesa Llarg: 552m  | 41° 21′ 32″ N, 2° 02′ 51″ E / 41.358869155413714°N,2.047362327575684°E |                                                                                                  |                                           | Modifica les dades a Wikidata |